# Windmühle Bederkesa

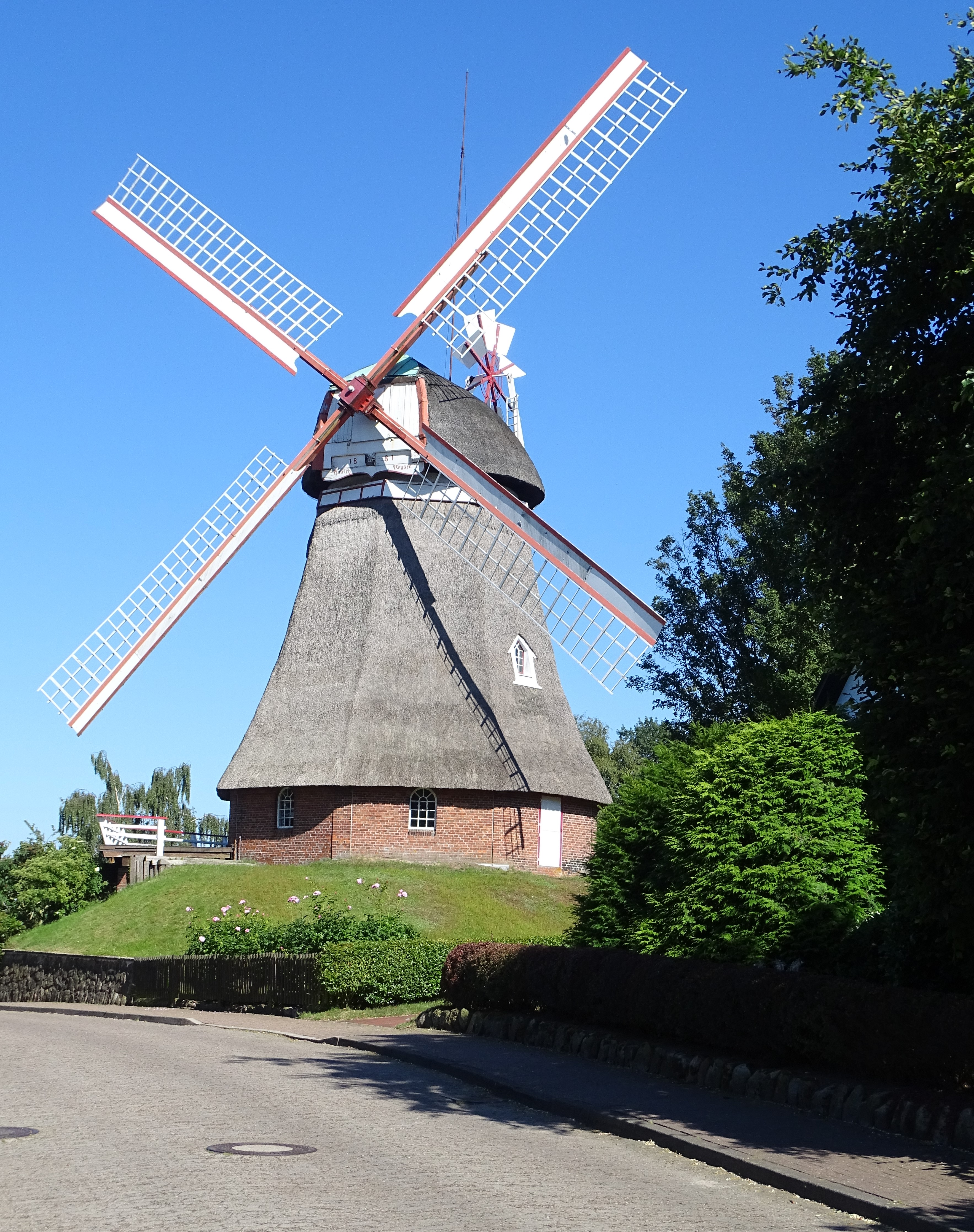
Windmühle Bederkesa vor der Sanierung

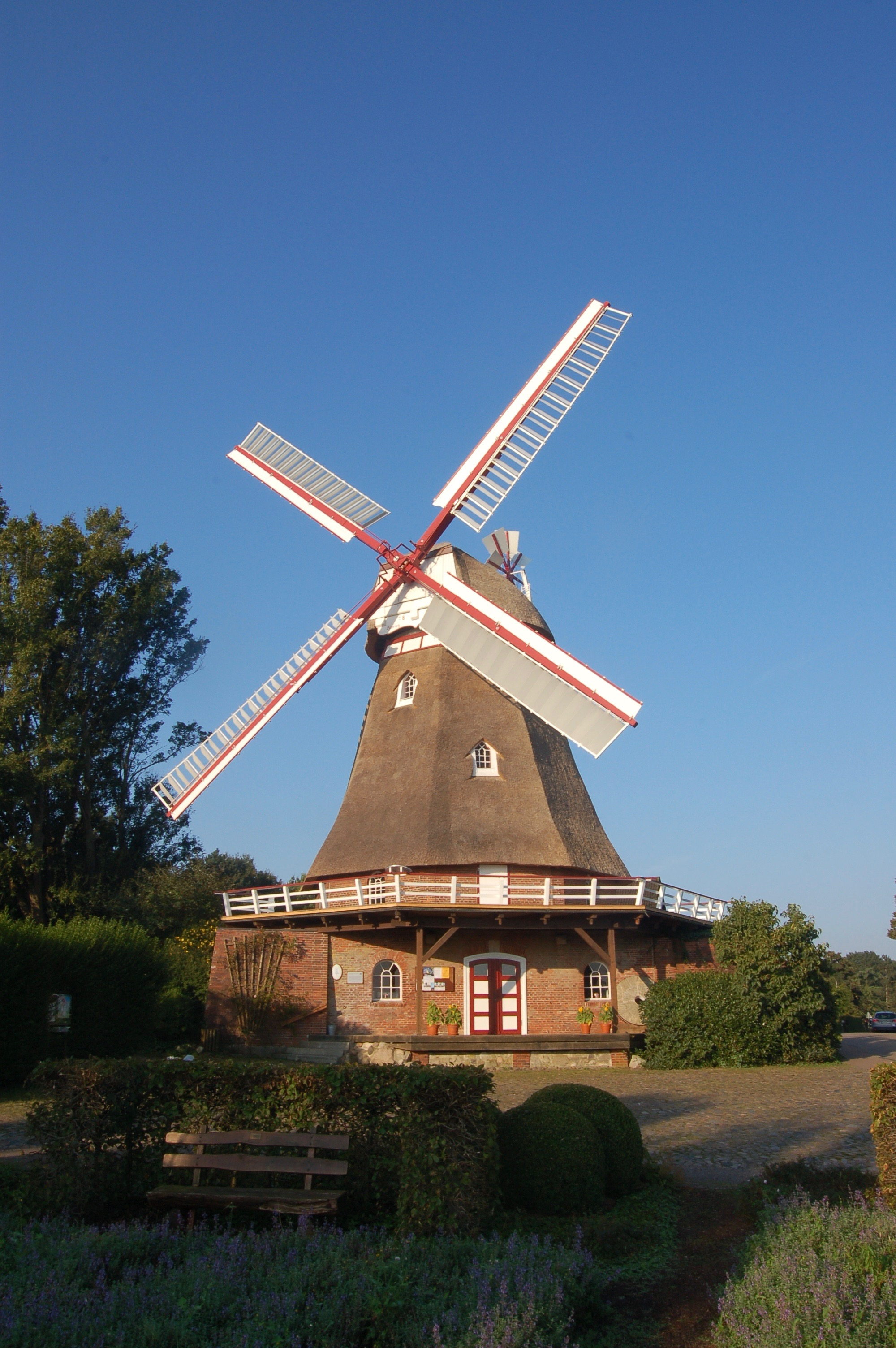
Nach der Sanierung, Ansicht von Osten

Die Windmühle Bederkesa in Bad Bederkesa, Beerster Mühlenweg 13, stammt aus der zweiten Hälfte des 19. Jahrhunderts, 
Das Gebäude steht unter Denkmalschutz (siehe auch Liste der Baudenkmale in Geestland).

## Geschichte

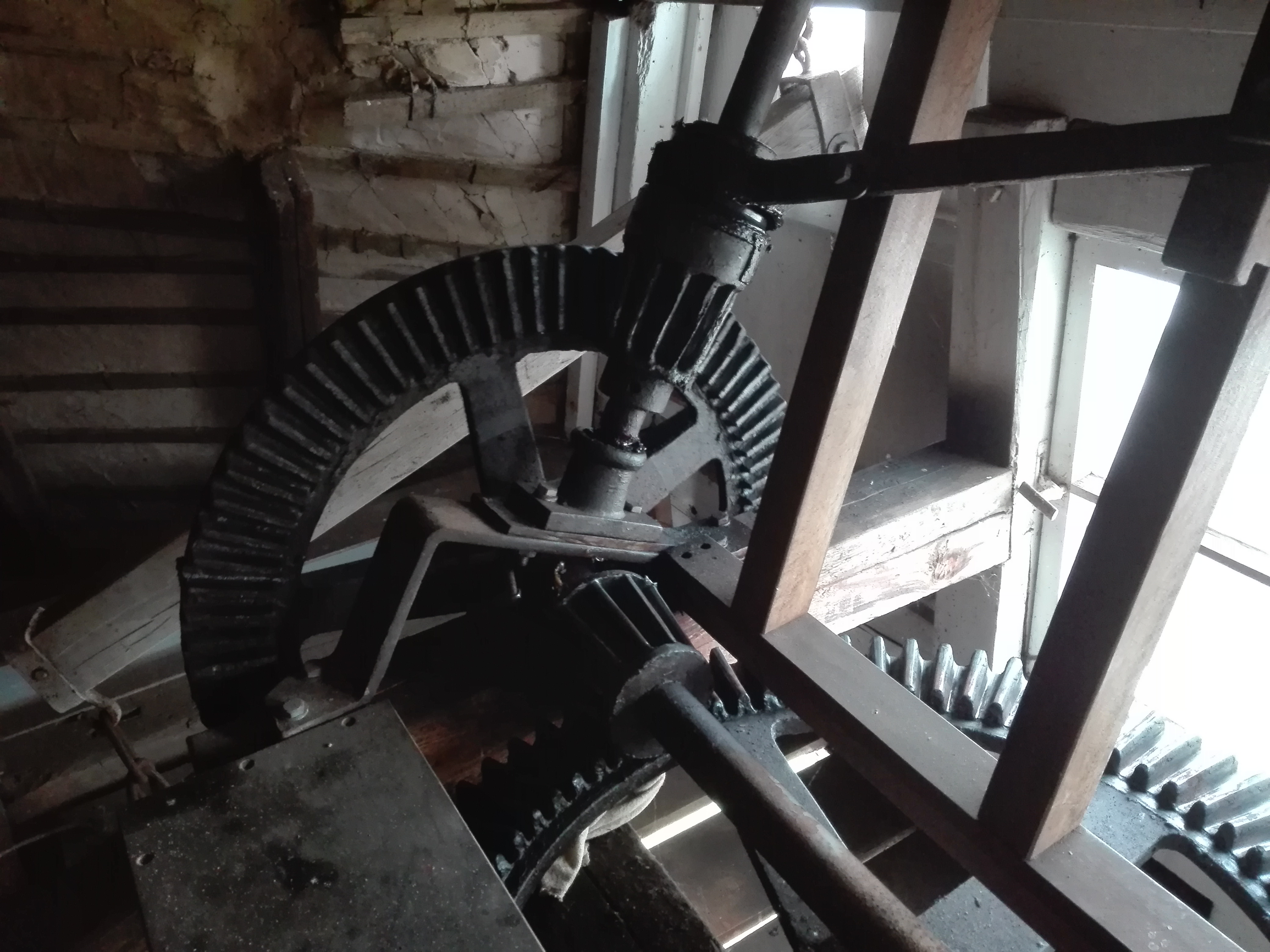
Die voll funktionsfähige Mechanik für die Windrose

Die Windmühle Bederkesa von 1881 (Inschrift auf dem Bart oder Beffke: „Hinrich Reysen 1881“) ist eine Holländerwindmühle mit einem achteckigen Unterbau auf dem 31 m hohen Mühlenberg in Bad Bederkesa. Der Erd- und Galerieholländer mit Windrose wurde 2020/2021 grundsaniert. Die Mühle hat sechs Böden: Absackboden, Mahlboden, Toter Boden, Aufzugsboden, Bunklerboden und die Kappe. Alle sind begehbar. Sie ist bis zum Dachfirst 16,50 m, bis zur Windrosenkante 20 m und bis zur Flügelspitze 27 m hoch. Die 11,5 m langen Flügel sind seit der Sanierung wieder mit Jalousieklappen bestückt. Zwischenzeitlich wurden Segelgatterflügel genutzt.

## Ausstellung
Auf dem Mahlboden stehen zwei funktionsfähige Mahlgänge, davon wird einer mit Windkraft, der andere elektrisch betrieben. Die vom letzten Müller verwendete Hammermühle ist nicht mehr funktionsfähig. Der elektrische Sackaufzug befördert Säcke vom Absackboden bis auf den Aufzugsboden.
Es sind Modelle einer Rossmühle, einer Bockwindmühle und der Bederkesaer Mühle auf dem Absackboden ausgestellt. Weiterhin sind ein Plansichter, eine 5 kg Durchlaufwaage, eine Haferquetsche, ein Getreidemischer und eine Spitz- und Schälmaschine vorhanden.
Die Mühle ist die Station 17 der Niedersächsischen Mühlenstraße – Region Zwischen Nordsee, Elbe und Weser.